# Geron vitripennis
Geron vitripennis är en tvåvingeart som beskrevs av Friedrich Hermann Loew 1870. Geron vitripennis ingår i släktet Geron och familjen svävflugor. Inga underarter finns listade i Catalogue of Life.